# Fluorescamin
Fluorescamin ist eine organische Spiroverbindung, die in der Proteinanalytik zum Einsatz kommt.
Fluorescamin wird zur Fluoreszenzmarkierung von Aminosäuren, Peptiden, Sulfonamiden und Proteinen im Picomolbereich für die Chromatographie und die Gelelektrophorese genutzt. Dabei wird eine „freie“ Aminogruppe mit dem Reagenz derivatisiert:
Fluorescamin zeigt ohne Derivatisierung keine Fluoreszenz, das Derivat kann bei 390 nm angeregt werden und emittiert dann bei 475 nm. Das Fluoreszenzoptimum liegt bei pH 9 und Fluorescamin ist in wässriger Lösung nicht stabil, daher findet die Methode keine breite Anwendung.